# Николс (Ајова)
Николс (енгл. Nichols) град је у америчкој савезној држави Ајова. По попису становништва из 2010. у њему је живело 374 становника.

## Демографија
Према попису становништва из 2010. у граду је живело 374 становника, што је 0 (0,0%) становника више него 2000. године.
| Група             | 2000.       | 2010.       |
| Белци             | 277 (74,1%) | 294 (78,6%) |
| Афроамериканци    | 4 (1,1%)    | 4 (1,1%)    |
| Азијати           | 6 (1,6%)    | 8 (2,1%)    |
| Хиспаноамериканци | 86 (23,0%)  | 61 (16,3%)  |
| Укупно            | 374         | 374         |